# Liste der Kulturdenkmäler in Ahausen (Weilburg)
Die folgende Liste enthält die in der Denkmaltopographie ausgewiesenen Kulturdenkmäler auf dem Gebiet des Ortsteils Ahausen der  Stadt Weilburg, Landkreis Limburg-Weilburg, Hessen.
Hinweis: Die Reihenfolge der Denkmäler in dieser Liste orientiert sich an der Anschrift, alternativ ist sie auch nach der Bezeichnung, der vom Landesamt für Denkmalpflege vergebenen Nummer oder der Bauzeit sortierbar.
Kulturdenkmäler werden fortlaufend im Denkmalverzeichnis des Landes Hessen durch das Landesamt für Denkmalpflege Hessen auf Basis des Hessischen Denkmalschutzgesetzes (HDSchG) geführt. Die Schutzwürdigkeit eines Kulturdenkmals hängt nicht von der Eintragung in das Denkmalverzeichnis des Landes Hessen oder der Veröffentlichung in der Denkmaltopographie ab.

Das Vorhandensein oder Fehlen eines Objekts in dieser Liste ist keine rechtsverbindliche Auskunft darüber, ob es Kulturdenkmal ist oder nicht: Diese Liste entspricht möglicherweise nicht dem aktuellen Stand der offiziellen Denkmaltopographie. Diese ist für Hessen in den entsprechenden Bänden der Denkmaltopographie Bundesrepublik Deutschland und im Internet unter DenkXweb – Kulturdenkmäler in Hessen einsehbar. Auch diese Quellen sind, obwohl sie durch das Landesamt für Denkmalpflege Hessen aktualisiert werden, nicht immer aktuell, da es im Denkmalbestand immer wieder Änderungen gibt.
Eine verbindliche Auskunft erteilt allein das Landesamt für Denkmalpflege Hessen.
Nutze diese Kartenansicht, um Koordinaten in der Liste zu setzen. In dieser Kartenansicht sind Kulturdenkmale ohne Koordinaten mit einem roten bzw. orangen Marker dargestellt und können in der Karte gesetzt werden. Kulturdenkmale ohne Bild sind mit einem blauen bzw. roten Marker gekennzeichnet, Kulturdenkmale mit Bild mit einem grünen bzw. orangen Marker.
| Bild            | Bezeichnung                                           | Lage                                             | Beschreibung | Bauzeit                | Objekt-Nr. |
| --------------- | ----------------------------------------------------- | ------------------------------------------------ | --- | ---------------------- | ---------- |
| weitere Bilder  |                                                       | Borngasse 2 LageFlur: 1, Flurstück: 3/1          | | Anfang 18. Jahrhundert | 52469 DDB  |
| weitere Bilder  |                                                       | Borngasse 7 LageFlur: 1, Flurstück: 43           | | 1835 bis 1845          | 52470 DDB  |
| weitere Bilder  | Ehemaliges Gewerkschaftshaus Pisé-Bau, erbaut um 1840 | Selterser Straße 4 LageFlur: 1, Flurstück: 312   | Dreigeschossiger, großer Lehmstampfbau. Errichtet um 1840 für Verwaltung und Wohnungen der Gewerke umliegender Gruben. Für die Entstehungszeit und den Pisé-Bau charakteristisch ist die Hauptfassade mit ihren rasterhaft geordneten und eingeschnitten wirkenden Fenstern sowie dem breiten Eingang. 1903, als der unweite Otto-Stollen aufgefahren wurde, übernahm Buderus neben der benachbarten Ölmühle auch dieses Haus. | 1835 bis 1845          | 52471 DDB  |
| weitere Bilder  |                                                       | Selterser Straße 24 LageFlur: 1, Flurstück: 83   | | 1658                   | 52472 DDB  |
| weitere Bilder  |                                                       | Selterser Straße 38 LageFlur: 1, Flurstück: 2    | | Anfang 19. Jahrhundert | 52473 DDB  |
| Bild gesucht BW |                                                       | Selterser Straße 40 LageFlur: 1, Flurstück: 19/2 | |                        | 52474 DDB  |
| Bild gesucht BW |                                                       | Selterser Straße 47 LageFlur: 1, Flurstück: 142  | |                        | 52476 DDB  |
| weitere Bilder  | Alte Schule                                           | Zur Langwies 1 LageFlur: 1, Flurstück: 189/1     | | 1825                   | 52477 DDB  |
| Bild gesucht BW |                                                       | Zur Langwies 2 LageFlur: 1, Flurstück: 30        | | 1835 bis 1845          | 52475 DDB  |
| weitere Bilder  | Grube Buchwald                                        | LageFlur: 2, Flurstück: 3, 4                     | | 1906                   | 51398 DDB  |
| Bild gesucht BW | Gesamtanlage Ahausen                                  | Lage                                             | |                        | 52468 DDB  |